# اچ‌ام‌اس فالموس (۱۷۰۸)
اچ‌ام‌اس فالموس (۱۷۰۸) (به انگلیسی: HMS Falmouth (1708)) یک کشتی بود که طول آن ۱۳۰ فوت (۳۹٫۶ متر) بود.